# Henk Otten
Henk Otten (Assen, 30 mei 1967) is een Nederlands oud-politicus. Van 11 juni 2019 tot 13 juni 2023 was hij lid van de Eerste Kamer. Hij is medeoprichter van Forum voor Democratie (FVD), waarvan hij van 2016 tot 2019 bestuurslid en penningmeester was. 
Sinds 28 juli 2019 was hij fractievoorzitter van zijn eigen Fractie-Otten. Van 2 september 2019 tot 13 juni 2023 was hij ondervoorzitter van de commissie voor Justitie en Veiligheid.

## Loopbaan
Otten studeerde economie en rechten aan de Rijksuniversiteit Groningen. Na zijn opleiding werd hij advocaat-stagiair bij Loeff Claeys Verbeke. In 1995 stopte Otten daarmee en ging werken voor de Rabobank in Hongkong. Van 1999 tot 2002 was hij werkzaam bij Lehman Brothers in Londen. In 2004 richtte Otten zijn eigen managementadviesbureau op. Na de moord op Pim Fortuyn was hij korte tijd lid van de Lijst Pim Fortuyn.

### Politieke carrière
In 2015 richtte Otten samen met onder anderen Thierry Baudet de denktank Forum voor Democratie (FVD) op. Later werd het een politieke partij waar Otten fungeerde als penningmeester in het bestuur en vanaf maart 2017 tot 24 april 2019 vaste medewerker van de tweekoppige Tweede Kamerfractie was. Voor FVD werd hij lijsttrekker bij de Eerste Kamerverkiezingen van 2019. In 2019 werd hij bij de Provinciale Statenverkiezingen 2019 in Drenthe met voorkeurstemmen verkozen tot Statenlid, maar hij aanvaardde de benoeming niet. Otten is ondervoorzitter van de vaste Eerste Kamercommissie voor Justitie en Veiligheid. Daarnaast is hij lid van de commissie voor Europese Zaken (EUZA), de commissie voor Economische Zaken en Klimaat / Landbouw, Natuur en Voedselkwaliteit (EZK/LNV) en de commissie voor Financiën (FIN). Van die laatste commissie was hij tot 2 september 2019 de voorzitter.
Vanaf de oprichting in 2017 tot 2019 was Otten bestuurslid van het door hem opgerichte Forum for Democracy International.

#### Conflicten binnen FVD
In februari 2018 eisten opstandige FVD-leden het vertrek van Otten, omdat die het partijapparaat volgens hen op dictatoriale wijze leidde. Zij wilden meer interne democratie. Baudet koos echter de kant van Otten, die volgens hem van onschatbare waarde was.
Op 25 april 2019 trok hij zich terug uit het partijbestuur, na een conflict over een bedrag van 25.000 euro (exclusief btw) dat Otten zonder overleg, voor volgens hem gedane werkzaamheden, uit de partijkas naar zijn eigen adviesbedrijf had overgemaakt. Hoewel hij dit later op verzoek van de partij terugstortte, was het voorval aanleiding voor het partijbestuur om Otten op te roepen zich als bestuurslid terug te trekken, wat hij deed. Hij bleef formeel wel lijsttrekker voor de Eerste Kamerverkiezingen van 27 mei 2019, maar Paul Cliteur werd aangewezen om tot de installatie van de fractie op 11 juni het ad-interim woordvoerderschap over te nemen. Bij de Eerste Kamerverkiezingen behaalde Otten vier van de 87 op Forum voor Democratie uitgebrachte stemmen. De meeste stemmen gingen naar Cliteur, die er 52 kreeg, maar ook drie andere kandidaten kregen meer stemmen dan Otten. Otten was van 18 juni tot 2 september 2019 voorzitter van de vaste Eerste Kamercommissie voor Financiën.

#### Eigen fractie en partij
Op 24 juli 2019 werd Otten uit de Eerste Kamerfractie gezet. Hij bleef lid van de Eerste Kamer en vormde de politieke afsplitsing fractie-Otten. Op 28 juli 2019 werd hij geroyeerd als lid van FVD.
Op 29 juli 2019 gaf Otten aan een nieuwe politieke partij te willen oprichten. Dit zou resulteren in de oprichting van de Groep Otten, waar hij partijvoorzitter van is. Deze was in 2020 opgegaan in de Partij voor de Toekomst (PvdT), maar deze partij is sinds het vertrek van Henk Krol weer door het leven gegaan als de Groep Otten. Otten haalde als GO-lijsttrekker 219 stemmen (0,07%) bij de Amsterdamse gemeenteraadsverkiezingen van 2022, onvoldoende voor een zetel. Hij deed met zijn partij niet mee aan de Provinciale Staten- en Eerste Kamerverkiezingen van 2023, waardoor hij op 6 juni 2023 afscheid moest nemen van de Eerste Kamer.

## Persoonlijk
Otten is opgegroeid op de boerderij van zijn ouders in Hijken, provincie Drenthe. Hij heeft twee kinderen; een zoon en een dochter.
- Parlement.com: vktao4s8lvq1